# Japewiella
Japewiella (лат.)  — род коркообразных лишайников из семейства Леканоровые (Lecanoraceae).

## Таксономия и этимология
Представители рода Japewiella первоначально были включены в широкую концепцию таксона Japewia; однако немецкий ботаник и лихенолог Кристиан Принцен в 2000 году выделил их из этого рода на основании ряда различий в апотециях, аскоспорах и химическом составе. Прежде всего, виды Japewiella отличаются от Japewia наличием апотециев с заметным (по крайней мере, в разрезе) собственным эксиплом (покров апотеция), состоящим из лучистых гиф (против слабо развитого собственного эксипла, состоящего из гиф, не дифференцированных от гаматеция), парафизов, обильно ветвящихся и анастомозирующих (против не ветвящихся и анастомозирующих), аскоспор, не имеющих многочисленных стенок, и толстой желатиновой эписпоры.
Родовое название Japewiella происходит от имени Japewia Tønsberg, 1990, которое было дано в честь Питера Уилфрида Джеймса (1930—2014), английского ботаника, специализировавшегося на микологии и лихенологии (по первым буквам слов имени: James Peter Wilfred). Род Japewiella был выделен Кристианом Принценом в журнале Bryologist vol.102 на странице 715 в 1999 (2000) году.

## Описание
Виды Japewiella — это корковые лишайники, растущие на поверхности древесных растений. Для них характерны биаториновые апотеции, толстостенные, простые аскоспоры, восьмиспоровые аски с заметной masse axiale (подобно аскам, встречающимся у представителей рода Lecidella). У них хорошо развит эксипулум (блюдцеобразный ободок вокруг гимениума), состоящий из разветвленных и анастомозирующих желатинизированных гиф. Почти все представители рода производят либо атранорин и ксантоны, либо атранорин и другие неродственные вещества (кроме вида J. dollypartoniana, который производит норстиктовую кислоту).
Вид, Japewiella carrollii, является океаническим видом, который встречается в приморских регионах Европы и Макаронезии. Лишайник J. dollypartoniana растёт на ветвях деревьев и кустарников в Северной Америке.

## Классификация
- Japewiella carrollii (Coppins & P.James) Printzen (2000) — Евразия
  - =Japewia carrollii
- Japewiella djagensis (Zahlbr.) Printzen (2000) — Восточная Азия
- Japewiella dollypartoniana J.L.Allen & Lendemer (2015)[1] — Северная Америка
- Japewiella pacifica Printzen (2000) — Северная Америка
- Japewiella pruinosula (Müll.Arg.) Kantvilas (2011)[4] — Австралия
- Japewiella tavaresiana (H.Magn.) Printzen (2000) — Евразия
- Japewiella variabilis Elix & McCarthy (2018)[5] — Австралия